# SN 2007cu
SN 2007cu – supernowa typu II odkryta 27 czerwca 2007 roku w galaktyce UGC 10214. W momencie odkrycia miała maksymalną jasność 18,90m.